# 11929 Uchino
11929 Uchino (1993 BG3) là một tiểu hành tinh vành đai chính được phát hiện ngày 23 tháng 1 năm 1993 bởi K. Endate và K. Watanabe ở Kitami.